# Walk of Fame
Walk of Fame es una película estadounidense de 2017, dirigida por Jesse Thomas, con música compuesta por Jeremy Soule .
Los protagonistas del largometraje son Laura Ashley Samuels y Scott Eastwood.
La película fue filmada en 2014, a pesar de que se estrenó en 2017.

## Argumento
Atrapado en un callejón sin salida y sin novia, Drew (Scott Eastwood) se encuentra con la azafata y aspirante a actriz Nikki (Laura Ashley Samuels) y decide inscribirse en las clases en la famosa Star Academy en Hollywood. Allí Drew obtiene más de lo que esperaba cuando se encuentra con los entrenadores excéntricos y volátiles, junto con un elenco de personajes locos que buscan su gran oportunidad en Tinsel Town. 

## Reparto
- Scott Eastwood es  Drew.
- Cory Hardrict es  Nate.
- Laura Ashley Samuels es  Nikki.
- Jamie Kennedy  es  Hugo.
- Chris Kattan  es  Alejandro.
- Malcolm McDowell es   Evan Polus.